# Abracadabrella
Abracadabrella é um gênero da aranha da família Salticidae, aranhas saltadoras, as aranhas desse gênero imitam moscas. O nome do gênero é uma alteração da palavra Abracadabra.

## Espécies
- Abracadabrella birdsville Zabka, 1991 — Queensland
- Abracadabrella elegans (L. Koch, 1879) — Queensland
- Abracadabrella lewiston Zabka, 1991 — Sul da Austrália